# Ҹ
Das Ҹ (Kleinbuchstabe ҹ) ist ein Buchstabe des kyrillischen Alphabets, bestehend aus einem Ч mit einem vertikalen Strich. Er wird vor allem in der in Dagestan üblichen kyrillischen Schreibweise des Aserbaidschanischen genutzt und hat dort den Lautwert /d͡ʒ/. Daneben findet der Buchstabe auch im Altaischen Anwendung, wo er ein /d͡ʑ/ repräsentiert.

## Zeichenkodierung
| Standard  | Standard    | Majuskel Ҹ                                       | Minuskel ҹ                                     |
| --------- | ----------- | ------------------------------------------------ | ---------------------------------------------- |
| Unicode   | Codepoint   | U+04B8                                           | U+04B9                                         |
| Unicode   | Name        | CYRILLIC CAPITAL LETTER CHE WITH VERTICAL STROKE | CYRILLIC SMALL LETTER CHE WITH VERTICAL STROKE |
| UTF-8     | UTF-8       | D2 B8                                            | D2 B9                                          |
| XML/XHTML | dezimal     | &#1208;                                          | &#1209;                                        |
| XML/XHTML | hexadezimal | &#x04B8;                                         | &#x04B9;                                       |